# 雑巾摺り

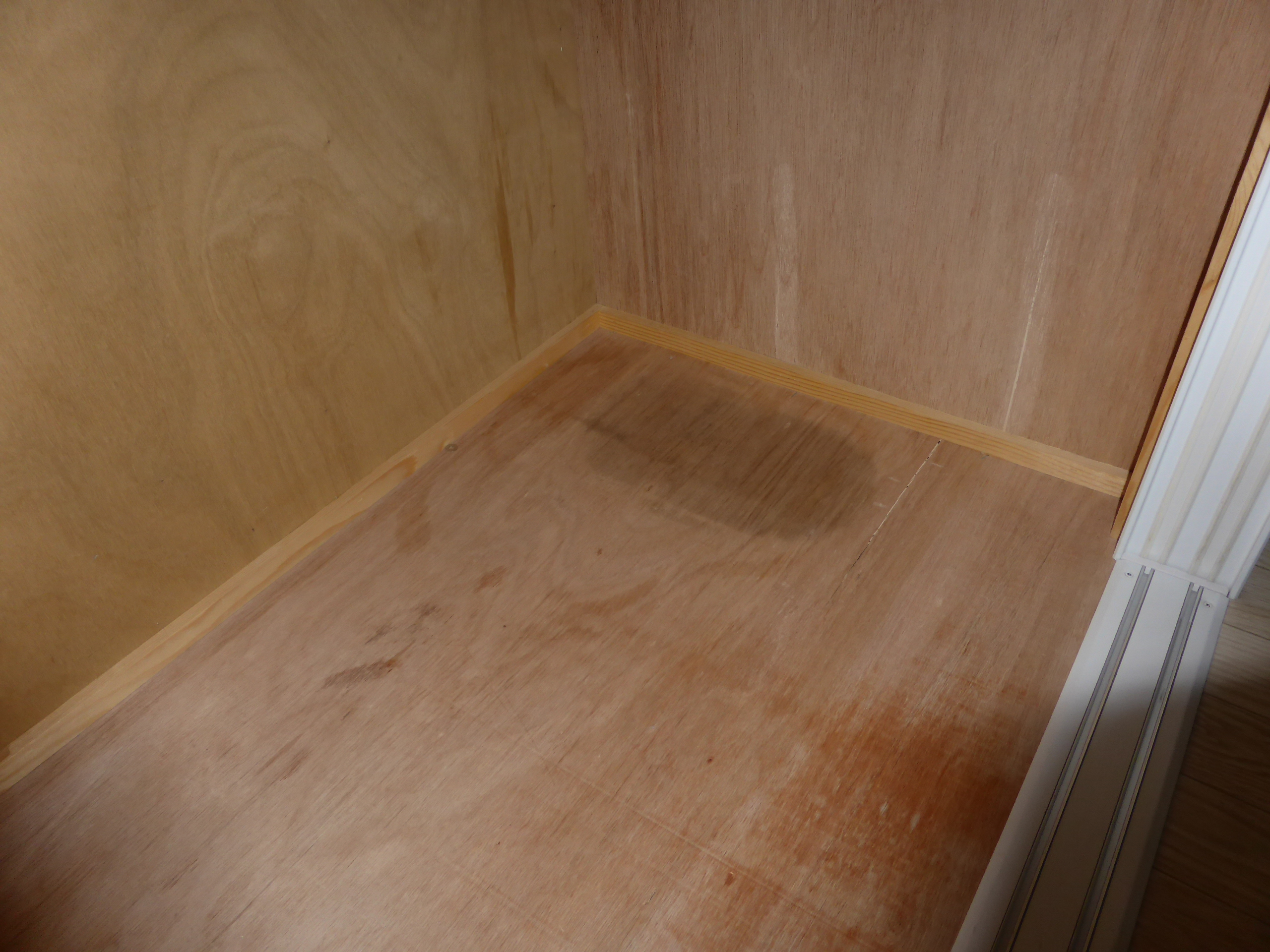
押し入れ下段。側面と底面とが接する部分に打ち付けられた木材が雑巾摺り。

雑巾摺り（ぞうきんずり）は、伝統的な日本建築において、壁の下端線と床とが接する部分に打ち付けられる部材をいう。「雑巾擦れ」「雑巾留め」とも。畳と壁が接する部分に設置する場合は「畳寄せ」と呼ぶ。
西洋建築の「幅木」に相当するが、雑巾摺りの方が高さが低い。多くの場合は木製である。
清掃用具が接触するなどして汚損、破損されるのを防ぐ目的がある。異なる部材同士の調整や美観の意味でも重要な部材である。